# Leptochilus villosus
Leptochilus villosus är en stekelart som beskrevs av Gusenleitner 2001. Leptochilus villosus ingår i släktet Leptochilus och familjen Eumenidae. Inga underarter finns listade i Catalogue of Life.